# クリッターカントリー
- ディズニーパーク > クリッターカントリー
  - ディズニーランド・リゾート > ディズニーランド > クリッターカントリー
  - 東京ディズニーリゾート > 東京ディズニーランド > クリッターカントリー

クリッターカントリー（Critter Country、略称：CC、C/C）とは、世界のディズニーパークにあるテーマランドの一つである。

## クリッターカントリーがあるパーク
- ディズニーランド（ディズニーランド・リゾート） - 1988年オープン（2024年、バイユーカントリーにリニューアル）。
- 東京ディズニーランド（東京ディズニーリゾート） - 1992年10月1日オープン。

## 概要
クリッターカントリーは、ディズニー映画「南部の唄」をモチーフとしており、アメリカ河の畔にある小動物達の郷をテーマにしている。なお、このテーマランドにある人気アトラクション「スプラッシュ・マウンテン」は、上記の2パークのほかにウォルト・ディズニー・ワールド・リゾートの「マジック・キングダム」にも存在する（ただし、マジック・キングダムでは「クリッターカントリー」というテーマランドは無く、スプラッシュ・マウンテンは「フロンティアランド」に存在する）。
また、クリッターカントリーは他のテーマランドと比べ敷地面積が小さい。これは、他のテーマランドより遅くオープン（前述）したためである。

### 物語
ここでは東京ディズニーランドにおける物語について紹介する。他のテーマランドに比べ、バックグラウンドストーリーを強く打ち出している。
クリッターカントリーには昔「チカピンヒル」と呼ばれる山がそびえ立っていた。ある日、アライグマのラケッティが密造酒を作っている最中に誤って蒸留器を爆発させてしまい、その影響でビーバーブラザーズが建設したダムが決壊してしまった。ダムの水はチカピンヒルの洞窟へと流れ込み、辺り一面水浸しとなってしまった。それ以来、クリッター達はその山を「水しぶきの山（スプラッシュ・マウンテン）」と呼ぶようになり、丸太のボートに乗って川下りを行うようになった。
なお、エリアのモチーフとなった「南部の唄」でもチカピンヶ丘として登場しているが、スプラッシュマウンテンのなったいわれには言及されていない。

## 施設

### ディズニーランド
英語名には英語版、日本語名には日本語版へのWikipediaリンクとなっている。

#### アトラクション
2024年11月現在。
- Davy Crockett's Explorer Canoes（デヴィー・クロケットのカヌー探険）
- Tiana's Bayou Adventure（ティアナのバイユー・アドベンチャー）
- The Many Adventures of Winnie the Pooh（プーさんの冒険）

#### 終了したアトラクション
- Country Bear Jamboree（カントリーベアプレイハウス）（〜2001年）

#### ショップ
2021年6月現在。
- Pooh Corner（プーコーナー）
- The Briar Patch（ブレア・パッチ）

#### 終了したショップ
- バーナビー・アウル教授のフォトスタジオ

#### レストラン
2021年6月現在。
- Harbour Galley（ハーバー・ギャレー）
- Hungry Bear Restaurant（ハングリーベア・レストラン）

### 東京ディズニーランド

#### アトラクション
- スプラッシュ・マウンテン
- ビーバーブラザーズのカヌー探険

#### ショップ
- スプラッシュダウン・フォト

#### 終了したショップ
- フート&ハラー・ハイドアウト

#### レストラン
- グランマ・サラのキッチン
- ラケッティのラクーンサルーン

#### サービス施設
- ハンドウォッシングエリア

## キャラクター
東京ディズニーランドにおけるクリッターカントリー内のオリジナルキャラクターについて紹介している。スプラッシュ・マウンテン内に登場するキャラクターはスプラッシュ・マウンテン及び南部の唄を参照。
クラレンスとブリュースター
ビーバーの兄弟。彼らによって建設されたダムが決壊して以降、その廃材を使ってアメリカ河を下るカヌーを営業している。
ラケッティ
アライグマ。蒸留器を爆発させダムを決壊させた張本人。昔は密造酒を作っていたが、爆発事故以降は足を洗い、ソフトドリンクを販売するお店を開いている。
サラ
ジャコウネズミのおばあちゃん。料理の腕前はクリッターカントリーで一番の持ち主で、レストランを開いている。
フィニアス・ファイアーフライ
ホタル。クリッターカントリーで名の知れた写真家。水しぶきの山の滝つぼを下るボートを撮影している。

## Trivia
- クリッターカントリーの地面には小動物の足跡があり、それを辿っていくとその小動物の家に辿りつく。もちろん家に入ることはできない。
- 東京ディズニーランドにあるレストラン「グランマ・サラのキッチン」の入り口には煙突があり、そこから不定期に煙が上がる。